# ابن خلکان
ابوالعبّاس، احمد بن محمّد برمکی اِربِلی لقب‌گرفته به شمسُ‌الدین و شهرت‌یافته به ابن خَلِّکان (۲۱ سپتامبر ۱۲۱۱ – ۲۹ اکتبر ۱۲۸۲) قاضی، تاریخ‌نگار، فقیه، ادیب و نویسنده و مورخ دینی کُرد سدهٔ هفتم هجری بود.

## زندگی‌نامه
ابن خلکان در سال ۶۰۸ق در شهر اربیل (به کردی: هەولێر — پایتخت امروزی حکومت اقلیم کردستان عراق) و در مدرسهٔ ملک‌المعظم زاده شد. تبار او به یحیی بن خالد برمکی می‌رسد. البته برخی در این مورد تردید کرده‌اند، يونينی بر این رأی است که ابوشامه این نسب‌نامه را برای ابن خلکان ساخته‌است. اما خود او همیشه از نسبش دفاع کرده‌است و بارها در نوشتارهای خویش به آن استناد کرده‌است. پدر وی نیز تا آخر عمر در مدرسهٔ ملک‌المعظم به تدریس پرداخت. ابن خلکان در سال ۶۲۶ق از زادگاهش به حلب رفت مدتی در دمشق اقامت کرد و بعد به‌عنوان نایب قاضی‌القضات مصر روانهٔ آن دیار شد. پس از چندی به‌دستور الظاهر بیبرس (چهارمین سلطان مصر در سال‌های ۶۵۷ تا ۶۷۶ق) در سال ۶۵۹ق به سمت قاضی‌القضات دمشق گمارده شد و در آنجا امور قضایی همهٔ سرزمین شام و نیز تدریس در هفت مدرسهٔ معروف آن را نیز به عهده داشت.

## استادان
ابن خلکان در درس شرف الدین ابوالفضل احمدبن منعه فقیه و پس از آن محمدبن ابراهیم بن خلکان حضور داشت و بعد از این دو در محضر شیخ ابو جعفر محمد بن هبة الله بن المکرم، علوم حدیث و صحیح بخاری را آموخت.
او علم خلاف را نزد شیخ اثیرالدین مفضل بن عمر ابهری در سال ۶۲۶ق یادگرفت.

## نام‌آوری
به دلیل مهاجرتهای مختلف با بزرگان زیادی ارتباط داشت و این ارتباطات تأثیراتی روی شخصیت وی گذارده است. او مورد ستایش برخی از شاعران هم‌روزگار خود چون رشید الدین فارقی و سعدالدین فارقی و نورالدین مصعب قرار گرفت. ابن خلکان علاوه بر قضاوت، به علوم فقه و اصول نیز پرداخت. در تاریخ و نحو و ادب عرب نیز چیره‌دست است.

## شاعر
از او اشعار لطیفی بر جای مانده است و بیانگر این است که در سرودن غزل و دو بیتی چیره‌دست است.
در مورد وی گفته‌اند: 
ابن خلکان شعرشناسی است که ۱۷ دیوان شعر را حفظ کرده و آگاه‌ترین افراد به دیوان متنبی است.

## مذهب
ابن خلکان مسلمان با مذهب سنی شافعی است.

## آثار
از ابن خلکان اثری نفیس و گرانقدر به یادگار مانده است با عنوان وفیات الاعیان و انباء ابناء الزمان. وی تدوین این کتاب را در قاهره و در سال ۶۵۴ق آغاز نموده و در سال ۶۷۲ق در همان شهر به اتمام رساند. این کتاب شرح حال ۸۴۶ نفر از امیران و وزیران و دانشمندان و عارفان ایرانی و اسلامی است که براساس حروف معجم تنظیم شده‌است. این کتاب از سودمندترین و بزرگترین کتاب‌های شناخت چهره‌های ماندگار است. ابن خلکان در این کتاب سرگذشت سه گروه از بزرگان یعنی صحابه، تابعین (به استثنای چند نفر) و خلفا را ذکر نکرده‌است و علت این امر را زیاد بودن اطلاعات در مورد ایشان بیان کرده‌است.
ازاین کتاب دست‌کم ۴ ترجمه به فارسی در دست است: یکی از مترجمی به نام یوسف سنجری که در ۸۹۵ق گزیده‌ای از آن را برای یکی از فرمانروایان گجرات به فارسی برگرداند؛ دیگری به قلم ظهیرالدین اردبیلی در فاصلهٔ سال‌های ۹۲۶ تا ۹۲۸ق که آن را برای سلطان سلیم یکم، پادشاه عثمانی، ترجمه کرد؛ سومین ترجمه از آنِ میرزا عباسقلی خان سپهر، فرزند لسان‌الملک محمدتقی سپهر است که آن را به دستور ناصرالدین شاه قاجار ترجمه کرد و بعدها چندین بار منتشر شد، و چهارمین ترجمه به قلم میرزا محمدحسن خان شیخ جابری انصاری است که آن را به دستور ظل‌السلطان به فارسی برگرداند. وفیات الاعیان در سال ۱۲۸۴ق توسط معتمدالدوله فرهاد میرزا همراه با ویرایش و افزوده‌هایی به عربی چاپ شد. این کتاب همچنین به زبان‌های دیگری چون انگلیسی، فرانسه و ترکی ترجمه شده‌است.
همچنین وی نوشته است: الحظرد پس از عمری سحر و جادو بالأخره روزی بنا به گفته ی شاهدان عینی در مقابل چشم مردم توسط موجود وحشی و هولناکی بلعیده شد و از صحنه ی روزگار محو گردید.[نیازمند منبع]

ابن خلكان در كتاب «و فيات الاعيان» جلد 3، صفحه ي 313، در بيان حالات  سید رضی مي گويد: «... مردم در اينكه چه كسي مجموعه ي (خطبه ها، نامه ها و كلمات قصار) نهج البلاغه را گردآوري كرده اختلاف كرده اند آيا سيد مرتضي اين كار را كرده و يا برادرش سید رضی؟ و گفته شده «نهج البلاغه» سخنان  علی بن ابی‌طالب نيست بلكه ساخته و پرداخته ي همان كسي است كه آن را جمع آوری كرده و به  علی بن ابی‌طالب نسبت داده است و خدا به حقيقت امر داناتر است (و الله اعلم). 
و ظاهرا ابن خلكان اولين كسي است كه در اعتراض بر نهج البلاغه را گشوده و بذر تشكيك در انتساب آن به  علی بن ابی‌طالب را افشانده است. و پس از او صفدي در «الوافي بالوفيات» و يافعي در «مرآه الجنان» جلد 3، صفحه ي 55 و ذهبي در «ميزان الاعتدال» جلد 1، صفحه ي 101 و ابن حجر در «لسان الميزان» جلد 4، صفحه ي 223 و برخي ديگر از او پيروي كرده اند و شبهاتي بسيار ضعيف و نادرست مطرح كرده اند و علماي شيعه و اهل سنت در گذشته و حال با ادله علمي و براهين منطقي پاسخ آنها را داده اند. 